# Durfeldalm
Die Durfeldalm ist eine Alm im Tal des Trojer Almbach in der Fraktion Innerrotte der Gemeinde St. Jakob in Defereggen.

## Lage
Die Durfeldalm liegt an den Südabhängen von Kesselpater, Finsterkarspitze, Stampfleskopf und Blindis in der Lasörlinggruppe. Während sich die Vordere Trojeralm und die Hintere Trojeralm am Talboden befinden, ist die Durfeldalm in einer Höhe von 2284 m ü. A. die höchstgelegene Alm der Gemeinde St. Jakob in Defereggen. Rund 100 Meter östlich der Durfeldalm fließt der Durfeldbach, 500 Meter westlich der Abfluss des Kesselsee.

## Geschichte
Die Durfeldalm wird von Bauern aus Amlach im Iseltal bewirtschaftet. Das Vieh wurde früher in drei Tagesetappen von Amlach zunächst nach Huben, am zweiten Tag durch das Defereggental nach St. Jakob und schließlich ins Trojer Almtal getrieben. Die Almhütte der Durfeldalm wurde in den früher 1950er Jahren erneuert. Den Weg von der Vorderen Trojeralm auf die Durfeldalm errichtete man 1980.

## Aufstiegsmöglichkeiten
Der Weg auf die Durfeldalm führt vom Dorf St. Jakob nach Norden ins Tal des Trojer Almbach. Vom Weg zur Vorderen Trojeralm zweigt ein Weg ab, der die Berghänge nördlich des Talbodens quert und bis zur Durfeldalm führt. Von der Durfeldalm führt der Rudolf Kauschka Weg weiter zur  Neuen Reichenberger Hütte.